# Kaiserhammer Forst-Ost
Kaiserhammer Forst-Ost är ett kommunfritt område i Landkreis Wunsiedel im Fichtelgebirge i Regierungsbezirk Oberfranken i förbundslandet Bayern i Tyskland.